# Alsnö hus
Alsnö hus (casa de Alsnö) se refiere a las ruinas de un antiguo palacio medieval que se encuentra dentro del área llamada Hovgården. Es un sitio arqueológico, localizado en la isla de Adelsö (antiguamente llamado Alsnö) en el lago Mälar en la zona central de Suecia, en la provincia de Estocolmo. Las ruinas son parte de los combinados Birka y Hovgården siendo ambos patrimonio de la humanidad de la UNESCO.

## Historia
Las ruinas se encuentran cercanas a cinco montículos o tumbas de diferentes épocas siendo éstas de hasta 45 metros en diámetro, los cuales datan del período llamado período Vendel (i.e. Edad de Hierro tardío, 500-800 D.C.) cuándo Hovgården pertenecía a la corte del rey (Kungsgård).  El castillo real Alsnö hus refleja la importancia de Birka, siendo ésta un poblado comercial en la zona del archipiélago llamada Björkö que se encuentra justo al sur de la isla de Adelsö en la comunidad de Ekerö.  Birka fue abandonada alrededor del año 975 d. C., pero aparentemente la mansión real siguió teniendo relativa importancia en la zona. Esto queda reflejado en la runa U 11 (datada aproximadamente del año 1070 d. C.) que fue erguida junto al palacio.

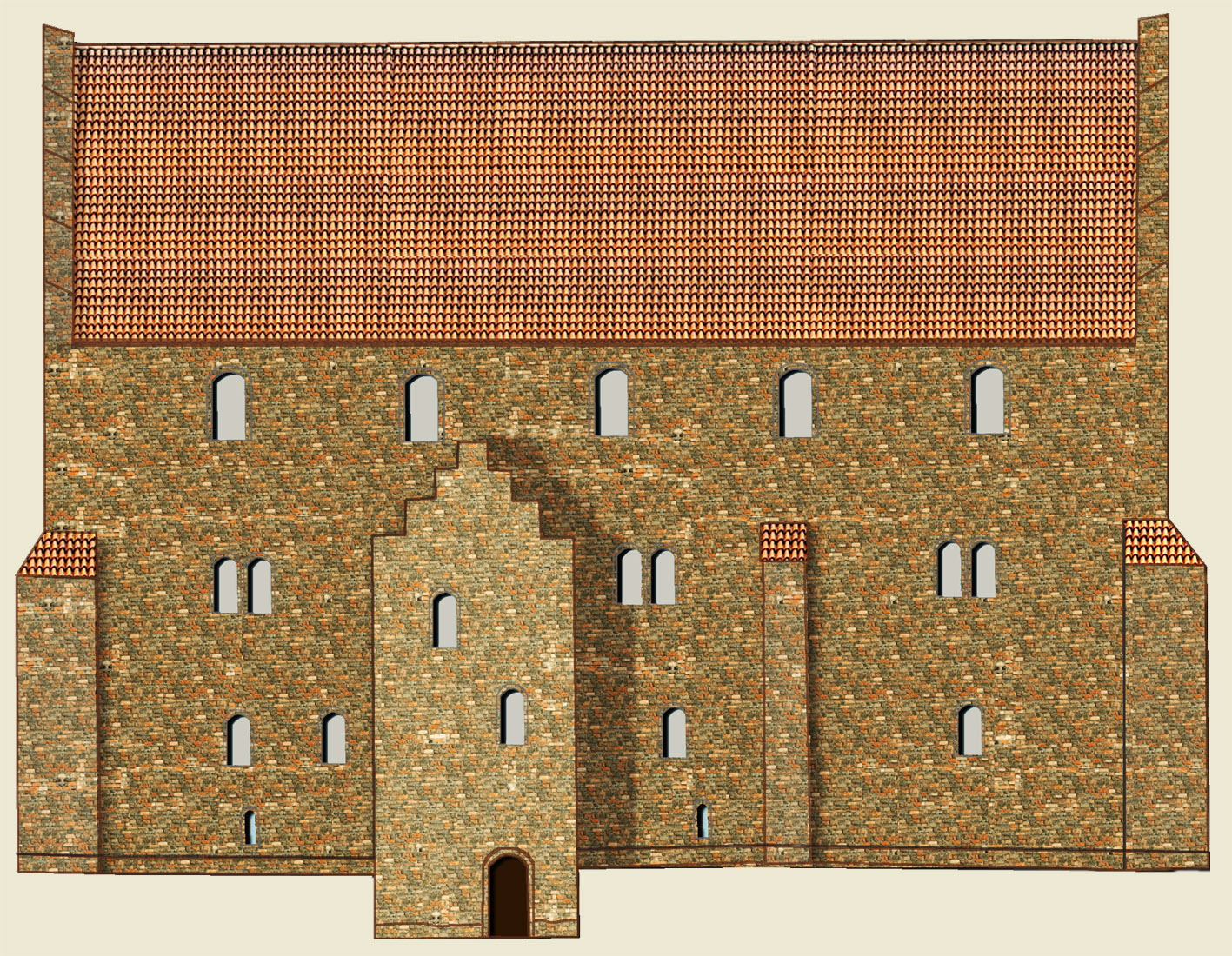
Reconstrucción del edificio de ladrillo medieval que cubría un área de 29x12 m.

Alsnö hus aparece en los registros históricos por primera vez en el año 1200 mencionada como mansionem regiam Alsnu, una casa de proporciones normales. Aun así, 70 años después, el rey Magnus Barnlock reemplazó la antigua fortaleza por una residencia de verano construida en ladrillo.  En relación con las muchas fortificaciones que se construyeron durante la época, este edificio era más bien una residencia de verano para el ocio que para la defensa sirviendo ésta al Rey Magnus y su hijo Birger durante las épocas de verano. La ordenanza de Alsnö (Alsnö stadga) fue creada aquí en el año 1279. Se dice que fue éste el suceso de la fundación de la nobleza sueca diferenciándose así ésta como una clase social siendo a su vez también el inicio el sistema feudal sueco.  Muchas partes de la iglesia parroquial de Adelsö, de arquitectura románica son de este período y fueron posiblemente encargados por el rey.
El edificio entró en decadencia a finales del siglo XIV, y pocos restos permanecen en pie hoy en día. Cuándo se realizaron las excavaciones en el período de 1916-18, se encontraron un número enorme de tornillos de ballesta, indicando que el palacio podría haber sido asediado por los piratas de Albert von Mecklenburg quién asoló los pasíses del Baltico en un intento de restaurar la Corona sueca a Albert.
Las ruinas fueron compradas por la Real Academia sueca de Letras, Historia y Antigüedades (Vitterhetsakademien) en el período de 1950 a 1960 y hoy es conservado por el Patrimonio Nacional sueco (Riksantikvarieämbetet).